# Liste der Nummer-eins-Hits in Kanada (2011)
Diese Liste enthält alle Nummer-eins-Hits in Kanada im Jahr 2011. Sie basiert auf den Canadian Hot 100, einer Auswertung der offiziellen Verkaufs- und Airplaycharts von Kanada im Auftrag des US-amerikanischen Billboard-Magazins.
Es gab in diesem Jahr 15 Nummer-eins-Singles und 21 Nummer-eins-Alben.
| Singles | Alben |
| --- | --- |
| - The Black Eyed Peas – The Time (Dirty Bit) - 4 Wochen (25. Dezember 2010 bis 21. Januar 2011, insgesamt 7 Wochen; → 2010) - Bruno Mars – Grenade - 1 Woche (22. Januar – 28. Januar, insgesamt 3 Wochen) - Britney Spears – Hold It Against Me - 1 Woche (29. Januar – 4. Februar) - Usher – More - 1 Woche (5. Februar – 11. Februar) - Bruno Mars – Grenade - 2 Wochen (12. Februar – 25. Februar, insgesamt 3 Wochen) - Lady Gaga – Born This Way - 7 Wochen (26. Februar – 15. April) - Jennifer Lopez feat. Pitbull – On the Floor - 2 Wochen (16. April – 29. April, insgesamt 4 Wochen) - Rihanna feat. Britney Spears – S&M - 1 Woche (30. April – 6. Mai) - Katy Perry feat. Kanye West – E.T. - 1 Woche (7. Mai – 13. Mai) - Jennifer Lopez feat. Pitbull – On the Floor - 2 Wochen (14. Mai – 27. Mai, insgesamt 4 Wochen) - Adele – Rolling in the Deep - 3 Wochen (28. Mai – 17. Juni) - Pitbull feat. Ne-Yo, Afrojack & Nayer – Give Me Everything - 4 Wochen (18. Juni – 15. Juli, insgesamt 6 Wochen) - LMFAO feat. Lauren Bennett & GoonRock – Party Rock Anthem - 2 Wochen (16. Juli – 29. Juli) - Pitbull feat. Ne-Yo, Afrojack & Nayer – Give Me Everything - 2 Wochen (30. Juli – 12. August, insgesamt 6 Wochen) - Katy Perry – Last Friday Night (T.G.I.F.) - 1 Woche (13. August – 19. August) - Maroon 5 feat. Christina Aguilera – Moves Like Jagger - 10 Wochen (20. August – 28. Oktober) - LMFAO – Sexy and I Know It - 2 Wochen (29. Oktober – 11. November, insgesamt 4 Wochen; → 2012) - Rihanna feat. Calvin Harris – We Found Love - 8 Wochen (12. November 2011 bis 6. Januar 2012, insgesamt 11 Wochen; → 2012) | - Susan Boyle – The Gift - 1 Woche (1. Januar – 7. Januar, insgesamt 2 Wochen; → 2010) - Rihanna – Loud - 4 Wochen (8. Januar – 4. Februar, insgesamt 5 Wochen; → 2010) - Bruno Mars – Doo-Wops & Hooligans - 1 Woche (5. Februar – 11. Februar, insgesamt 2 Wochen) - Verschiedene Interpreten – 2011 Grammy Nominees - 1 Woche (12. Februar – 18. Februar) - Bruno Mars – Doo-Wops & Hooligans - 1 Woche (19. Februar – 25. Februar, insgesamt 2 Wochen) - Verschiedene Interpreten – Now That's What I Call Music! Vol. 37 - 1 Woche (26. Februar – 4. März) - Justin Bieber – Never Say Never – The Remixes - 1 Woche (5. März – 11. März) - Adele – 21 - 3 Wochen (12. März – 1. April, insgesamt 35 Wochen; → 2012) - Rise Against – Endgame - 1 Woche (2. April – 8. April) - Ginette Reno – La musique en moi - 1 Woche (9. April – 15. April) - Britney Spears – Femme Fatale - 1 Woche (16. April – 22. April) - Adele – 21 - 1 Woche (23. April – 29. April, insgesamt 35 Wochen) - Foo Fighters – Wasting Light - 1 Woche (30. April – 6. Mai) - Adele – 21 - 5 Wochen (7. Mai – 10. Juni, insgesamt 35 Wochen) - Lady Gaga – Born This Way - 2 Wochen (11. Juni – 24. Juni) - City and Colour – Little Hell - 1 Woche (25. Juni – 1. Juli) - Bad Meets Evil – Hell: The Sequel - 1 Woche (2. Juli – 8. Juli) - Adele – 21 - 7 Wochen (9. Juli – 26. August, insgesamt 35 Wochen) - Jay-Z & Kanye West – Watch the Throne - 2 Wochen (27. August – 9. September) - Adele – 21 - 1 Woche (10. September – 16. September, insgesamt 35 Wochen) - Lil Wayne – Tha Carter IV - 1 Woche (17. September – 23. September) - Adele – 21 - 1 Woche (24. September – 30. September, insgesamt 35 Wochen) - Lady Antebellum – Own the Night - 1 Woche (1. Oktober – 7. Oktober) - Adele – 21 - 5 Wochen (8. Oktober – 11. November, insgesamt 35 Wochen) - Coldplay – Mylo Xyloto - 1 Woche (12. November – 18. November) - Justin Bieber – Under the Mistletoe - 1 Woche (19. November – 25. November) - Michael Bublé – Christmas - 1 Woche (26. November – 2. Dezember, insgesamt 5 Wochen) - Drake – Take Care - 1 Woche (3. Dezember – 9. Dezember) - Nickelback – Here and Now - 1 Woche (10. Dezember – 16. Dezember) - Michael Bublé – Christmas - 4 Wochen (17. Dezember 2011 bis 13. Januar 2012, insgesamt 5 Wochen) |

## Jahreshitparaden
| Singles | Alben |
| --- | --- |
| 1. Adele – Rolling in the Deep 2. LMFAO feat. Lauren Bennett & GoonRock – Party Rock Anthem 3. Jennifer Lopez feat. Pitbull – On the Floor 4. Pitbull feat. Ne-Yo, Afrojack & Nayer – Give Me Everything 5. Maroon 5 feat. Christina Aguilera – Moves Like Jagger 6. Lady Gaga – Born This Way 7. Bruno Mars – Grenade 8. Katy Perry – Firework 9. Enrique Iglesias feat. Ludacris & DJ Frank E – Tonight (I'm Lovin' You) 10. Katy Perry feat. Kanye West – E.T. | 1. Adele – 21 2. Rihanna – Loud 3. Lady Gaga – Born This Way 4. The Black Eyed Peas – The Beginning 5. Katy Perry – Teenage Dream 6. Bruno Mars – Doo-Wops & Hooligans 7. Mumford & Sons – Sigh No More 8. Bon Jovi – Greatest Hits 9. Taylor Swift – Speak Now 10. LMFAO – Sorry for Party Rocking |